# Cảng (mở rộng)

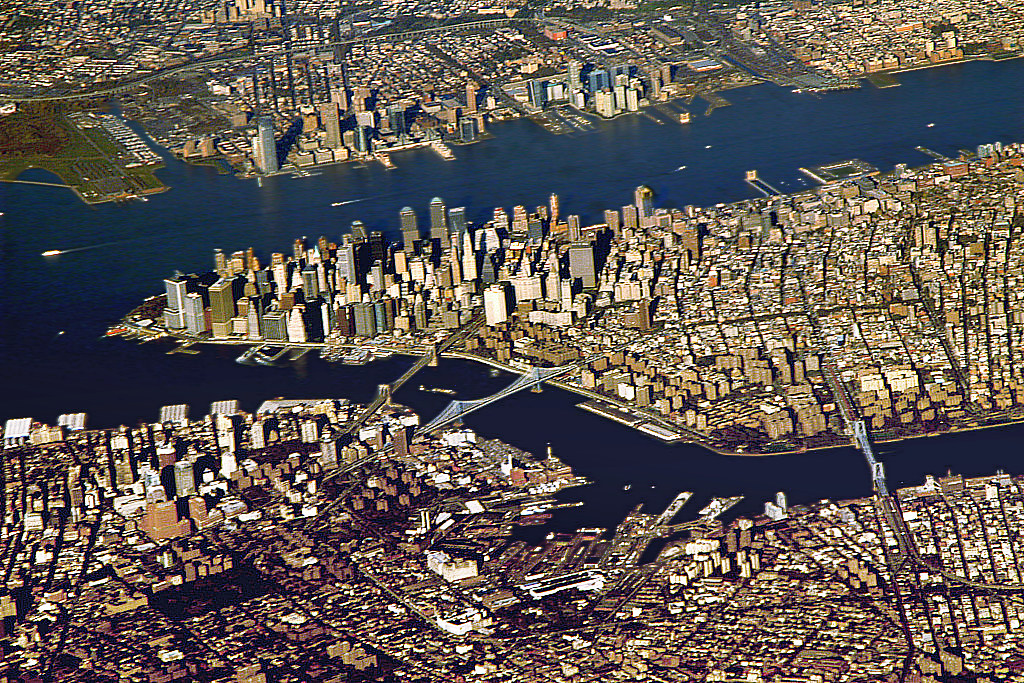
Cảng New York và New Jersey

Cảng (nghĩa rộng) là một vị trí trên bờ biển hay bờ chứa một hoặc nhiều bến cảng nơi tàu có thể cập bến và chuyển người hoặc hàng hóa đến và đi từ đất liền. Địa điểm cảng được lựa chọn để tối ưu hóa tiếp cận đất liền và đường thủy, sử dụng cho nhu cầu thương mại, dùng làm nơi trú ẩn tránh gió và sóng biển. Cảng nước sâu khá hiếm, nhưng các cảng này có thể xử lý tàu thuyền lớn hơn, hiệu quả kinh tế hơn. Trong suốt chiều dài lịch sử cảng xử lý tất cả các loại giao thương, chuyển vận và lưu giữ các loại hàng hóa khác nhau, có thể kéo dài hàng kilomet, và điều khiển kinh tế địa phương. Một số cảng có vai trò quân sự quan trọng.